# شاه‌تخته
شاه‌تخته (نام‌های دیگر: کشتی، تیر حمال، سفینه‌الطائر) (در لاتین: carina) یکی از صورت‌های فلکی نیمکرهٔ جنوبی آسمان است. سهیل دوّمین ستارهٔ پرنور آسمان پس از شباهنگ، با قدر ‎-۰٫۶۳‎ در این صورت فلکی قرار دارد..
از آنجاکه راه شیری از این صورت فلکی می‌گذرد، تعداد زیادی خوشهٔ باز در صورت‌فلکی شاه‌تخته وجود دارد که از مهم‌ترین آنها می‌توان به NGC 2516 و IC 2602 اشاره کرد.